# Plastizität (Sport)
In der Sportwissenschaft bezeichnet Plastizität die Möglichkeit einer gezielten Beeinflussung der motorischen Entwicklung, die „das Potenzial“ ausschöpft, das einzelne Menschen „aufgrund ihrer genetischen Prädispositionen und in Abhängigkeit vom biologischen Alter befähigt, sich unterschiedlichen Umweltsituationen anzupassen“ (Achim Conzelmann). Es wird auch von „hoher intraindividueller Plastizität“ gesprochen, das heißt, die entwicklungspsychologische Forschung geht davon aus, dass die Motorik innerhalb eines Individuums im gesamten Lebensverlauf stark veränderbar ist, und will die Möglichkeiten und Grenzen dieser Veränderbarkeit erforschen.
So können Kinder durch einen großen Umfang an Bewegungserfahrung für spätere körperliche Aktivitäten positiv beeinflusst werden. Auch alte Menschen verfügen über „beachtliche“ Reserven, die mit denen Jüngerer vergleichbar sind und aktiviert werden können, um so die Voraussetzungen für „erfolgreiches Altern“ zu schaffen.